# Маркировка процессоров фирмы Intel
Маркировка процессоров фирмы Intel — обозначение основных характеристик микропроцессора на его корпусе. Маркировка представляет собой набор цифр и латинских букв, однозначно определяющий характеристики процессора и позволяющий классифицировать его.

## Характеристики процессоров
Первоначально основным параметром для сравнения процессора по производительности с аналогами являлась его тактовая частота, то есть количество машинных тактов, выполняемых процессором за секунду. Таким образом, производительность конкретного процессора пропорциональна тактовой частоте его работы.
В определенный исторический период различные поколения микропроцессоров Intel маркировались в соответствии с тактовой частотой их работы. Например, Pentium 4 2,8 ГГц это процессор, разработанный фирмой Intel, и относящийся к четвёртому поколению линейки Pentium, работающий на частоте 2,8 ГГц.
После появления существенных архитектурных различий в присутствующих на рынке процессорах (в частности, вариации так называемой "длины конвейера") частота тактирования всей схемы процессора в целом перестала играть ключевую роль. Одновременно присутствовали в продаже модели процессоров Pentium 4 (3ГГц) и Athlon процессоров одинаковой частоты, возникла необходимость в новой маркировке, которая отражала бы свойства каждого из процессоров наиболее полно.

## Маркировка

#### Персональные компьютеры
19 марта 2004 года компания Intel ввела новую маркировку для своих процессоров. Теперь название процессора представляет собой набор цифр и латинских букв, каждая из которых отражает определённую характеристику процессора.
В новой маркировке, как и раньше, присутствует название фирмы-производителя, название линейки процессоров (Pentium 4, Celeron D, Pentium Extreme Edition или Pentium D), а также сам Processor Number, трёхзначное число, которое в новой маркировке заменяет частоту, используемую в старой. Для того чтобы расшифровать трёхзначное число маркировки, необходима таблица соответствий, по которой можно однозначно определить все характеристики процессора.
- K — процессоры, у которых разблокирован множитель. Если его увеличить, это приведет к увеличению производительности. По умолчанию большинство ЦПУ от компании Intel разгонять нельзя.
- F — модели, у которых отсутствует встроенное видеоядро. Это значит, что даже при наличии видеовыходов на материнской плате, вы не получите изображение.
- KF — процессор со снятой защитой от повышения тактовой частоты и без встроенного графического ядра
- X — высокопроизводительные решения. Как правило, данная маркировка встречается только в премиальных продуктах.

#### Мобильные ПК
Процессоры Core Duo, используемые в основном для мобильных ПК, маркируются следующим образом: Intel Core Duo T2500. В данном обозначении первая буква индекса обозначает уровень энергопотребления чипа. На этом месте могут быть следующие символы: HQ - мобильный процессор с высокопроизводительной графикой
- C – Разблокированные процессоры для настольных ПК в корпусе LGA 1150 с высокопроизводительным графическим решением
- K — со снятой защитой от повышения тактовой частоты
- KF — процессор со снятой защитой от повышения тактовой частоты и без встроенного графического ядра
- F — процессор без встроенного графического ядра
- M — мобильный процессор
- XM, MX — экстремальные мобильные процессоры

- Q — четырёхъядерный процессор
- Н — обозначение усиленного процессора.
- G — процессор с дискретной графикой Intel Iris
- P — процессор без автоматического разгона и заблокированным встроенным GPU
- S — энергоэффективный процессор с уклоном на производительность, со сниженным энергопотреблением с более низкими частотами
- QE — 4-ядерные встраиваемые процессоры
- ME — встраиваемые мобильные
- LE - оптимизированные по производительности встраиваемые процессоры
- UE — оптимизированные по энергопотреблению
- Y — процессоры с экстремально низким энергопотреблением для ультрабуков
- R — процессоры в корпусе BGA и с более производительной графикой

- MQ, QM — 4-ядерные мобильные процессоры
- HQ, HK — четырёхъядерные, высокопроизводительные;

- U — Ultra low voltage; процессоры со сверхнизким энергопотреблением для ультрабуков
- L — Low voltage; энергоэффективные процессоры
- T — sTandard mobile; высокоэнергоэффективный процессор с уклоном на низкое энергопотребление и значительно более низкими частотами
- E — standard dEsktop; наличие варианта для встраиваемых систем
- KS — отборные процессоры (минимальный риск брака) со снятой защитой от повышения тактовой частоты
- X — eXtreme, Экстремально высокопроизводительные процессоры.

|                | Техпроцесс, нм | Кэш-память L2, Кбайт | Тактовая частота, ГГц | Частота FSB, МГц | Поддержка Hyper-Threading | Поддержка VT | Поддержка SpeedStep | Поддержка EMT64 | Поддержка Execute Disable Bit |
| -------------- | -------------- | -------------------- | --------------------- | ---------------- | ------------------------- | ------------ | ------------------- | --------------- | ----------------------------- |
| Celeron D 310  | 90             | 256                  | 2,13                  | 533              | —                         | —            | —                   | —               | —                             |
| Celeron D 315  | 90             | 256                  | 2,26                  | 533              | —                         | —            | —                   | —               | —                             |
| Celeron D 320  | 90             | 256                  | 2,40                  | 533              | —                         | —            | —                   | —               | —                             |
| Celeron D 325  | 90             | 256                  | 2,53                  | 533              | —                         | —            | —                   | —               | —                             |
| Celeron D 325J | 90             | 256                  | 2,53                  | 5332             | —                         | —            | —                   | —               | есть                          |
| Celeron D 326  | 90             | 256                  | 2,53                  | 533              | —                         | —            | —                   | есть            | есть                          |
| Celeron D 330  | 90             | 256                  | 2,66                  | 533              | —                         | —            | —                   | есть            | —                             |
| Celeron D 330J | 90             | 256                  | 2,66                  | 533              | —                         | —            | —                   | —               | есть                          |
| Celeron D 335  | 90             | 256                  | 2,80                  | 533              | -                         | -            | -                   | -               | -                             |
| Celeron D 335J | 90             | 256                  | 2,80                  | 533              | —                         | —            | —                   | —               | есть                          |
| Celeron D 336  | 90             | 256                  | 2,80                  | 533              | —                         | —            | —                   | есть            | есть                          |
| Celeron D 340  | 90             | 256                  | 2,93                  | 533              | —                         | —            | —                   | —               | —                             |
| Celeron D 340J | 90             | 256                  | 2,93                  | 533              | —                         | —            | —                   | —               | есть                          |
| Celeron D 341  | 90             | 256                  | 2,93                  | 533              | —                         | —            | —                   | есть            | есть                          |
| Celeron D 345  | 90             | 256                  | 3,06                  | 533              | —                         | —            | —                   | —               | —                             |
| Celeron D 345J | 90             | 256                  | 3,06                  | 533              | —                         | —            | —                   | —               | есть                          |
| Celeron D 346  | 90             | 256                  | 3,06                  | 533              | —                         | —            | —                   | есть            | есть                          |
| Celeron D 350  | 90             | 256                  | 3,20                  | 533              | —                         | —            | —                   | —               | —                             |
| Celeron D 351  | 90             | 256                  | 3,20                  | 533              | —                         | —            | —                   | есть            | есть                          |
| Celeron D 355  | 90             | 256                  | 3,33                  | 533              | —                         | —            | —                   | есть            | есть                          |

|                   | Техпроцесс, нм | Кэш-память L2, Мбайт | Тактовая частота, ГГц | Частота FSB, МГц | Поддержка Hyper-Threading | Поддержка VT | Поддержка SpeedStep | Поддержка EMT64 | Поддержка Execute Disable Bit |
| ----------------- | -------------- | -------------------- | --------------------- | ---------------- | ------------------------- | ------------ | ------------------- | --------------- | ----------------------------- |
| Celeron M 310     | 130            | 0,5                  | 1,2                   | 400              | —                         | —            | —                   | —               | —                             |
| Celeron M 320     | 130            | 0,5                  | 1,3                   | 400              | —                         | —            | —                   | —               | —                             |
| Celeron M 330     | 130            | 0,5                  | 1,4                   | 400              | —                         | —            | —                   | —               | —                             |
| Celeron M 340     | 130            | 0,5                  | 1,5                   | 400              | —                         | —            | —                   | —               | —                             |
| Celeron M 350     | 90             | 1                    | 1,3                   | 400              | —                         | —            | —                   | —               | —                             |
| Celeron M 350J    | 90             | 1                    | 1,3                   | 400              | —                         | —            | —                   | —               | есть                          |
| Celeron M 360     | 90             | 1                    | 1,4                   | 400              | —                         | —            | —                   | —               | —                             |
| Celeron M 360J    | 90             | 1                    | 1,4                   | 400              | —                         | —            | —                   | —               | есть                          |
| Celeron M 370     | 90             | 1                    | 1,5                   | 400              | —                         | —            | —                   | —               | есть                          |
| Celeron M 380     | 90             | 1                    | 1,6                   | 400              | —                         | —            | —                   | —               | есть                          |
| Celeron M 390     | 90             | 1                    | 1,7                   | 400              | —                         | —            | —                   | —               | есть                          |
| Celeron M 420     | 65             | 1                    | 1,6                   | 533              | —                         | —            | —                   | —               | есть                          |
| Celeron M 430     | 65             | 1                    | 1,73                  | 533              | —                         | —            | —                   | —               | есть                          |
| Celeron M ULV 333 | 130            | 0,5                  | 0,9                   | 400              | —                         | —            | —                   | —               | —                             |
| Celeron M ULV 353 | 90             | 0,5                  | 0,9                   | 400              | —                         | —            | —                   | —               | —                             |
| Celeron M ULV 373 | 90             | 0,5                  | 1                     | 400              | —                         | —            | —                   | —               | есть                          |
| Celeron M ULV 383 | 90             | 1                    | 1                     | 400              | —                         | —            | —                   | —               | есть                          |
| Celeron M ULV 423 | 65             | 1                    | 1,06                  | 533              | —                         | —            | —                   | —               | есть                          |

|                | Техпроцесс, нм | Кэш-память L2, Мбайт | Тактовая частота, ГГц | Частота FSB, МГц | Количество ядер, шт | Поддержка Hyper-Threading | Поддержка VT | Поддержка SpeedStep | Поддержка EMT64 | Поддержка Execute Disable Bit |
| -------------- | -------------- | -------------------- | --------------------- | ---------------- | ------------------- | ------------------------- | ------------ | ------------------- | --------------- | ----------------------------- |
| Pentium 4 505  | 90             | 1                    | 2,66                  | 533              | 1                   | —                         | —            | —                   | —               | —                             |
| Pentium 4 505J | 90             | 1                    | 2,66                  | 533              | 1                   | —                         | —            | —                   | —               | есть                          |
| Pentium 4 506  | 90             | 1                    | 2,66                  | 533              | 1                   | —                         | —            | —                   | есть            | есть                          |
| Pentium 4 520  | 90             | 1                    | 2,80                  | 800              | 1                   | есть                      | —            | —                   | —               | —                             |
| Pentium 4 520J | 90             | 1                    | 2,80                  | 800              | 1                   | есть                      | —            | —                   | —               | есть                          |
| Pentium 4 521  | 90             | 1                    | 2,80                  | 800              | 1                   | есть                      | —            | —                   | есть            | есть                          |
| Pentium 4 530  | 90             | 1                    | 3,00                  | 800              | 1                   | есть                      | —            | —                   | —               | —                             |
| Pentium 4 530J | 90             | 1                    | 3,00                  | 800              | 1                   | есть                      | —            | —                   | —               | есть                          |
| Pentium 4 531  | 90             | 1                    | 3,00                  | 800              | 1                   | есть                      | —            | —                   | есть            | есть                          |
| Pentium 4 540  | 90             | 1                    | 3,20                  | 800              | 1                   | есть                      | —            | —                   | —               | —                             |
| Pentium 4 540J | 90             | 1                    | 3,20                  | 800              | 1                   | есть                      | —            | —                   | —               | есть                          |
| Pentium 4 541  | 90             | 1                    | 3,20                  | 800              | 1                   | есть                      | —            | —                   | есть            | есть                          |
| Pentium 4 550  | 90             | 1                    | 3,40                  | 800              | 1                   | есть                      | —            | —                   | —               | —                             |
| Pentium 4 550J | 90             | 1                    | 3,40                  | 800              | 1                   | есть                      | —            | —                   | —               | есть                          |
| Pentium 4 551  | 90             | 1                    | 3,40                  | 800              | 1                   | есть                      | —            | —                   | есть            | есть                          |
| Pentium 4 560  | 90             | 1                    | 3,60                  | 800              | 1                   | есть                      | —            | —                   | —               | —                             |
| Pentium 4 560J | 90             | 1                    | 3,60                  | 800              | 1                   | есть                      | —            | —                   | —               | есть                          |
| Pentium 4 561  | 90             | 1                    | 3,60                  | 800              | 1                   | есть                      | —            | —                   | есть            | есть                          |
| Pentium 4 570J | 90             | 1                    | 3,80                  | 800              | 1                   | есть                      | —            | —                   | —               | есть                          |
| Pentium 4 571  | 90             | 1                    | 3,80                  | 800              | 1                   | есть                      | —            | —                   | есть            | есть                          |
| Pentium 4 630  | 90             | 2                    | 3,00                  | 800              | 1                   | есть                      | —            | есть                | есть            | есть                          |
| Pentium 4 631  | 65             | 2                    | 3,00                  | 800              | 1                   | есть                      | —            | есть                | есть            | есть                          |
| Pentium 4 640  | 90             | 2                    | 3,20                  | 800              | 1                   | есть                      | —            | есть                | есть            | есть                          |
| Pentium 4 641  | 65             | 2                    | 3,20                  | 800              | 1                   | есть                      | —            | есть                | есть            | есть                          |
| Pentium 4 650  | 90             | 2                    | 3,40                  | 800              | 1                   | есть                      | —            | есть                | есть            | есть                          |
| Pentium 4 651  | 65             | 2                    | 3,40                  | 800              | 1                   | есть                      | —            | есть                | есть            | есть                          |
| Pentium 4 660  | 90             | 2                    | 3,60                  | 800              | 1                   | есть                      | —            | есть                | есть            | есть                          |
| Pentium 4 661  | 65             | 2                    | 3,60                  | 800              | 1                   | есть                      | —            | есть                | есть            | есть                          |
| Pentium 4 662  | 90             | 2                    | 3,60                  | 800              | 1                   | есть                      | есть         | есть                | есть            | есть                          |
| Pentium 4 670  | 90             | 2                    | 3,80                  | 800              | 1                   | есть                      | —            | есть                | есть            | есть                          |
| Pentium 4 672  | 90             | 2                    | 3,80                  | 800              | 1                   | есть                      | есть         | есть                | есть            | есть                          |
| Pentium D 805  | 90             | 2                    | 2,66                  | 533              | 2                   | —                         | —            | —                   | есть            | есть                          |
| Pentium D 820  | 90             | 2                    | 2,80                  | 800              | 2                   | —                         | —            | —                   | есть            | есть                          |
| Pentium D 830  | 90             | 2                    | 3,00                  | 800              | 2                   | —                         | —            | —                   | есть            | есть                          |
| Pentium D 840  | 90             | 2                    | 3,20                  | 800              | 2                   | —                         | —            | —                   | есть            | есть                          |
| Pentium D 920  | 65             | 4                    | 2,80                  | 800              | 2                   | —                         | есть         | есть                | есть            | есть                          |
| Pentium D 930  | 65             | 4                    | 3,00                  | 800              | 2                   | —                         | есть         | есть                | есть            | есть                          |
| Pentium D 940  | 65             | 4                    | 3,20                  | 800              | 2                   | —                         | есть         | есть                | есть            | есть                          |
| Pentium D 950  | 65             | 4                    | 3,40                  | 800              | 2                   | —                         | есть         | есть                | есть            | есть                          |
| Pentium D 960  | 65             | 4                    | 3,60                  | 800              | 2                   | —                         | есть         | есть                | есть            | есть                          |
| Pentium XE 840 | 90             | 2                    | 3,20                  | 800              | 2                   | есть                      | —            | есть                | есть            | есть                          |
| Pentium XE 955 | 65             | 4                    | 3,46                  | 1066             | 2                   | есть                      | есть         | есть                | есть            | есть                          |
| Pentium XE 965 | 65             | 4                    | 3,73                  | 1066             | 2                   | есть                      | есть         | есть                | есть            | есть                          |